# Vixnuteri
Els vixnuteris (Vishnutherium) són un gènere extint de giràfid que visqué durant el Miocè. Fou anomenat per Lydekker el 1876.